# 12月3日 (旧暦)
旧暦12月3日（きゅうれきじゅうにがつみっか）は旧暦12月の3日目である。六曜は友引である。

## できごと
- 寛永14年（グレゴリオ暦1638年1月17日） - 島原の乱で島原・天草の一揆勢が原城に籠城
- 明治5年（グレゴリオ暦1873年1月1日） - 日本の暦法が旧暦（太陽太陰暦、天保暦）から新暦（太陽暦、グレゴリオ暦）へ切り替えられた。

## 誕生日
- 永禄11年（ユリウス暦1568年12月21日） - 黒田長政、武将・初代福岡藩主（+ 1623年）
- 安政6年（グレゴリオ暦1859年12月26日） - 片山潜、国際共産主義運動指導者（+ 1933年）
- 元治元年（グレゴリオ暦1864年12月31日） - 津田梅子、教育者・女子英学塾（現在の津田塾大学）創立（+ 1929年）
- 明治3年（グレゴリオ暦1871年1月23日） - 宮崎滔天、革命家・浪曲家（+ 1922年）

## 忌日
- 天智天皇10年（ユリウス暦672年1月7日） - 天智天皇、38代天皇（* 626年）
- 慶長15年（グレゴリオ暦1611年1月16日） - 新納忠元、戦国期の武将、島津氏家臣（* 1526年）
- 天保11年（グレゴリオ暦1840年12月26日） - 国友一貫斎、発明家（* 1778年）